# 가재창
가재창(賈在昌, 1897년 11월 2일 ~ 1936년 5월 31일)은 대한민국의 독립운동가이다. 본관은 소주(蘇州)이고 호(號)는 북서(北瑞)이다.

## 일생

### 독립운동가 활동
가재창은 1897년 11월 2일 전라남도 태안군 태안면에서 태어났다. 가재창은 1919년 사산군 안면도의 만세 시위를 주도하는 등 독립운동가 활동을 하였다. 같은 해 그는 대한독립청년단에 가입했다. 이후 그는 이종성, 이종헌, 임정호, 오몽근, 이시우 등과 함께 대한독립청년단의 지단인 독립지단을 만들었다. 이들은 250원가량의 군자금도 모았다. 이후 1920년 3월 가재창은 같은 독립지단의 구성원들과 함께 체포되어 10월 18일 열린 재판에서 가재창, 오몽근, 이시우는 징역 1년과 집행유예 2년을 선고받았으며, 이종헌은 징역 두 번의 재판에서 각각 2년 6개월, 4년의 징역을 선고받았다. 이후 1922년 1월에서 1923년 12월까지 한국독립당 초급행정위원 직위를 역임하였다. 1936년 5월 31일, 가재창은 사망하였다.

### 사망 이후
대한민국 정부에서는 고인의 공훈을 기리고자 1982년 대한민국 대통령 표창장을, 1990년 대한민국 건국훈장 애족장을 각각 추서하였다. 다른 서산시의 독립운동가들도 서산시의 노력으로 '발굴'되었다. 이에 따라 독립운동의 공을 인정받아 2018년까지의 독립운동가의 활동과 생애를 다룬 《한국독립인명사전》에 수록되었다.

## 같이 보기
- 이종성
- 이종헌
- 임정호
- 오몽근

### 내용주
1. ↑  항소심에서 '내가 내 나라 광복을 위해 독립운동을 한 것이 마땅한 일이라 상을 주어야 할 일인데 무슨 형벌이냐'라고 손에 찬 쇠고랑으로 책상을 치며 대들자, 괘씸죄로 징역 4년으로 형량이 늘어났다.[3]

### 참고주
1. 1 2 3 4  가재창 공훈록 - 공훈전자사료관
2. ↑  가재창 공적조서 - 공훈전자사료관
3. 1 2  애국지사 이종헌 선생, 선양사업 본격화 된다. - 오마이뉴스
4. ↑  독립운동가 (서산) - 한국향토문화전자대전
5. ↑  구석구석 찾아다닌 서산시 덕분에 독립운동가 542명 ‘발굴’ - 충청투데이
6. ↑  독립운동가의 활동과 생애를 다룬 '한국독립운동인명사전' 1~2권 발간 - 금강일보